# Hokkaidō-Komagatake

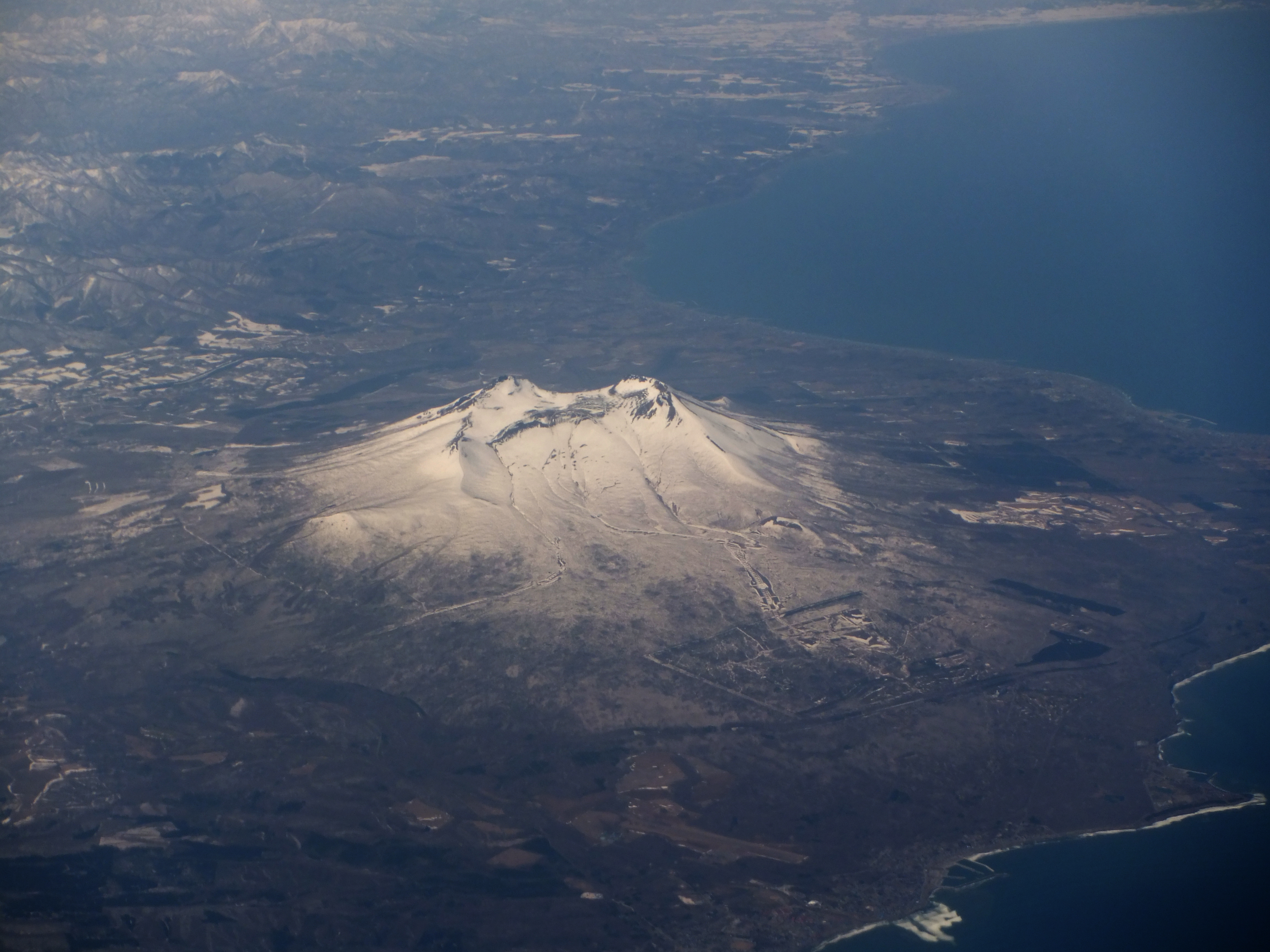
Hokkaidō Koma-ga-take

Der Hokkaidō Koma-ga-take (japanisch 北海道駒ヶ岳) ist ein 1131 m hoher Schichtvulkan in der Unterpräfektur Oshima auf der Insel Hokkaidō, Japan. Nach etwa 5000 Jahren ohne seismische Aktivität begann der Vulkan Anfang des 17. Jahrhunderts zu beben. Sein Ausbruch 1640 löste die Große Kan'ei-Hungersnot aus, die mindestens 50.000 Todesopfer forderte.